# Tsukahara Bokuden

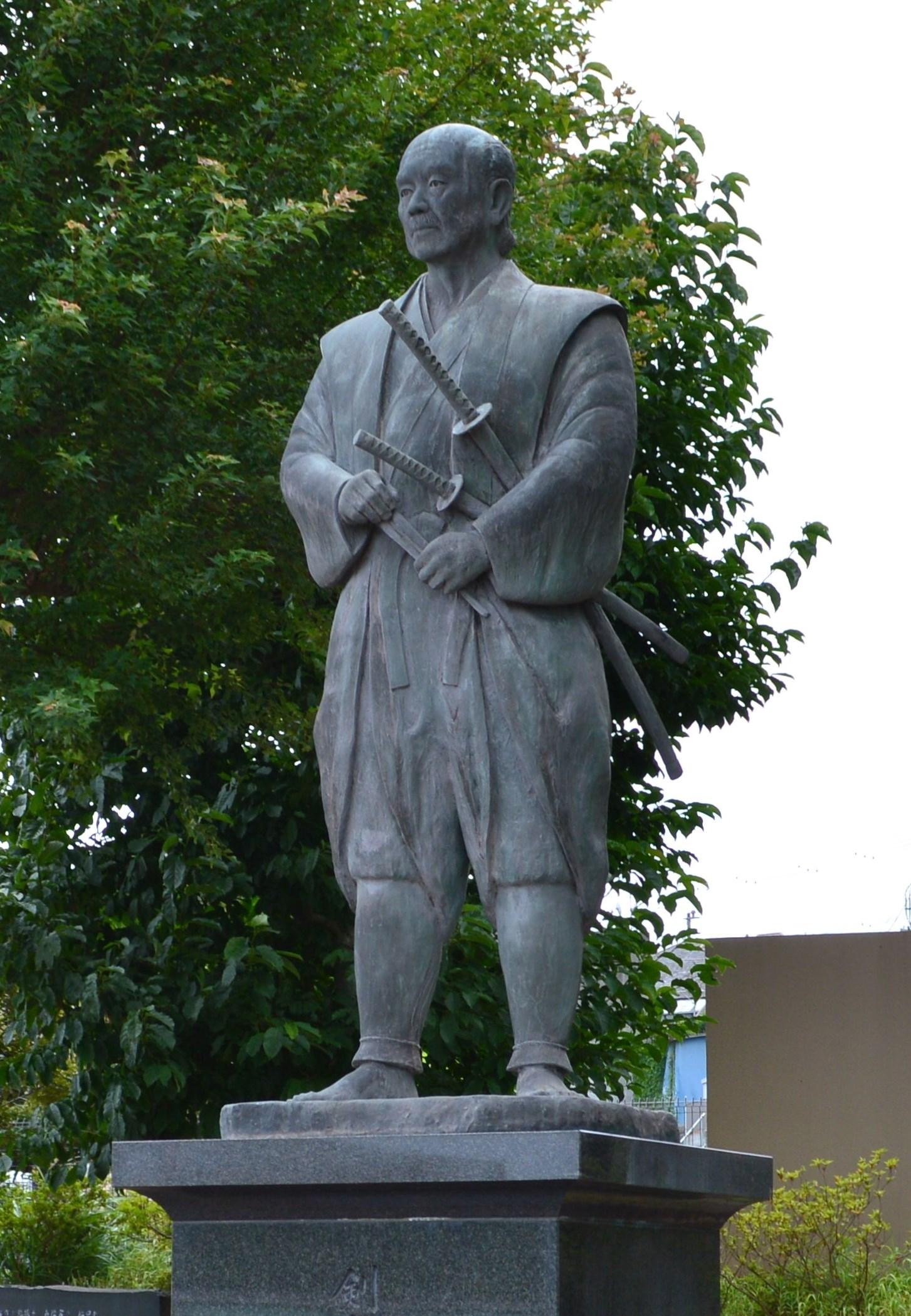
Statue de Tsukahara Bokuden à Kashima.

Tsukahara Bokuden est un nom japonais traditionnel ; le nom de famille (ou le nom d'école), Tsukahara, précède donc le prénom (ou le nom d'artiste).
Tsukahara Bokuden (塚原 卜伝, 1489-6 mars 1571) est un célèbre samouraï du début de la période Sengoku qui est considéré comme un kensei (saint du sabre). Il est le fondateur du style Kashima Shintō-ryū (en) et fut l'instructeur du shogun Ashikaga Yoshiteru et du daimyō de la province d'Ise, Kitabatake Tomonori.

## Biographie
Bokuden est né dans la famille Yoshikawa dans la province de Hitachi à Honshū. Sa famille est l'une des quatre familles karō servant le clan Kashima, l'un des branches cadettes de la maison impériale du Japon (descendante de l'empereur Kanmu). Il est adopté par la famille Tsukahara, affiliée au clan Kashima, et est nommé Tsukahara Bokuden Takamoto. Au début de sa vie, son nom est Tsukahara Shin'emon Takamoto.
Bokuden étudie le style Tenshin Shōden Katori Shintō-ryū auprès de son père adoptif et perfectionne ensuite ses compétences en commençant son musha shugyō (errance ascétique du samouraï), voyageant à travers le Japon et s'entraînant avec la plupart des meilleurs sabreurs reconnus de son époque. Tsukahara Bokuden est l’archétype du « chevalier errant » car il est né noble et riche mais a parcouru le Japon, souvent avec des compagnons. Il systématise plus tard l'enseignement des arts martiaux locaux de la région de Kashima, notamment les approches au combat Kashima no tachi et Ichi no tachi. Après avoir supposément reçu une inspiration divine de Takemikazuchi no kami, la divinité du Kashima-jingū, il appelle son art martial Kashima Shintō-ryū (en) sauf pendant une brève période où il le nomme Mutekatsu-ryū (« gagner sans les mains »).

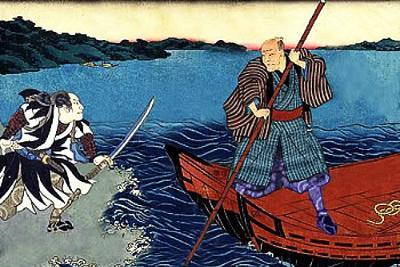
Ukiyo-e illustrant le combat de Bokuden sur le lac Biwa ou l'« art de combattre sans arme ».

Dans une anecdote racontée dans le Kōyō gunkan, Bokuden traverse le lac Biwa sur un radeau avec d'autres voyageurs dont l'un est un prétentieux sabreur. Interrogé sur son style, Bokuden répond qu'il a étudié le « style sans épée » et que celui-ci consiste « non pas à vaincre les autres, mais à ne pas être vaincu ». Le sabreur lui demande alors pourquoi il porte des armes et Bokuden lui répond que « cela [lui] demande de rester maître [de lui] […] pour ne pas répondre aux provocations. Ce qui est un sacré défi ». Énervé, le samouraï crie au passeur de ramer vers le rivage le plus proche pour affronter Bokuden sur la terre ferme mais celui-ci suggère qu'il serait préférable d'aller sur une île du lac, loin de toute habitation, pour ne pas provoquer d'attroupement et être plus tranquille. Le samouraï accepte, mais au moment où il saute du bateau pour accoster sur l'île, impatient de combattre et tirant déjà sa lame, Bokuden repousse le bateau avec la perche du batelier, laissant le samouraï seul sur l'île. Bokuden lui crie alors : « Tu vois, c'est cela, vaincre sans arme ! »
Un célèbre conte folklorique japonais raconte que le jeune Miyamoto Musashi aurait défié en duel Bokuden pendant un repas. Lorsque Musashi frappe en premier, Bokuden pare son sabre avec le couvercle du pot en fer dans lequel il mangeait. En réalité, l'histoire n'a aucun fondement historique, Bokuden étant mort treize ans avant la naissance de Musashi.
Selon l'historien Tokitsu Kenji, le saint Tsukahara connait son premier duel à l'âge de 17 ans et le remporte. Il participe en tout à 37 duels, qu'il gagne tous, et dont 19 se terminent par la mort de l'adversaire. Il est blessé 6 fois au total, mais uniquement par des flèches. Il aurait tué en tout 212 personnes.
Bokuden meurt de causes naturelles en 1571. Sa tombe se trouve au temple Baiko de Suga à Kashima dans l'actuelle préfecture d'Ibaraki.

## Postérité
Après sa mort, ceux qui se consacrent à l'art du sabre effectuent un pèlerinage au Kashima-jingū qui est considéré comme la maison spirituelle du kenjutsu.
L'un des préceptes du karaté est « Le mental prime sur la technique » et illustre cela par une anecdote sur Bokuden : « Un jour, un célèbre maître de sabre, Tsukahara Bokuden, voulut mettre ses fils à l'épreuve. Pour commencer, il fit appeler Hikoshiro, l'aîné des trois. En ouvrant la porte du coude, celui-ci la trouva plus lourde qu'à l'accoutumée et, en passant la main sur la tranche supérieure de la porte, constata qu'on avait disposé, en équilibre, un lourd appuie-tête en bois. Il l'enleva, entra puis le remit exactement comme il l'avait trouvé. Bokuden fit alors venir son fils cadet, Hikogoro. Quand celui-ci poussa la porte, l'appuie-tête tomba mais il le rattrapa en vol et le remit à sa place. Bokuden fit enfin appeler Hikoroku, son benjamin, le meilleur, et de loin, au maniement du sabre. Le jeune homme poussa puissamment la porte et l'appuie-tête tomba, heurtant son chignon. En un éclair, il dégaina le sabre court qu'il portait à la ceinture et trancha l'objet avant qu'il ne touchât le tatami. À ses trois fils, Bokuden déclara : “C'est toi, Hikoshiro, qui transmettra notre méthode de maniement du sabre. Toi, Hikogoro, en t'entraînant ardemment, peut-être égaleras-tu, un jour, ton frère. Quant à toi, Hikoroku, tu conduiras certainement un jour notre école à sa perte et attireras l'opprobre sur ton patronyme. Je ne peux pas donc m'offrir le luxe de garder un individu aussi imprudent dans mes rangs”. Sur ces vertes paroles, il le désavoua. Cela illustre parfaitement l'importance accrue des facultés mentales sur les facultés techniques. »